# Рено Сеник Е-Тек
„Рено Сеник Е-Тек“ (Renault Scenic E-Tech) е модел електрически компактни SUV автомобили (сегмент J/C) на френската компания „Рено“, произвеждан от 2024 година в Дуе.
Разработен е като електрическа алтернатива на модела „Рено Острал“. Той е базиран на платформата за електрически автомобили CMF-EV, която по същото време се използва и за сходния модел „Нисан Ария“. Предлага се като хечбек с предно задвижване.
Моделът получава европейската награда „Автомобил на годината“ за 2024 година.